# Bambadinca
Bambadinca – miasto w Gwinei Bissau, w regionie Bafatá.